# Cuencas costeras e islas entre río Huasco y Cuarta Región
Cuencas costeras e islas entre río Huasco y Cuarta Región es el nombre dado al ítem 039 del inventario BNA de cuencas de Chile. Tiene una extensión de 395.893 hectáreas y está ubicada al extremo sur costero de la Región de Atacama. 
El ítem abarca un área de 395.893 hectáreas ubicadas mayormente en la Región de Atacama (99,426%) y en la Región de Coquimbo (0,22%). Sin embargo, en un estudio del Gobierno Regional de Atacama no se le considera de mayor importancia.: 9, 11 

## Límites y relieve
El ítem 039 reúne varias cuencas costeras exorreicas generalmente secas que desembocan en el océano Pacífico. Por el norte y el oriente limitan con la cuenca del río Huasco, por el sur con la cuenca de la quebrada Los Choros con excepción del borde costero donde limita con el pequeño ítem cuencas costeras e islas entre Tercera Región y quebrada Los Choros que no tiene cauces de agua.
La zona es parte de los valles transversales de Chile que son cordones montañosos sin una orientación predominante que conectan la cordillera de la Costa con la de Los Andes, pero este grupo de cuencas es del tipo litoral, no tiene escorrentía proveniente de la cordillera de Los Andes porque la cuenca del río Huasco se interpone hacia el este.

## Población

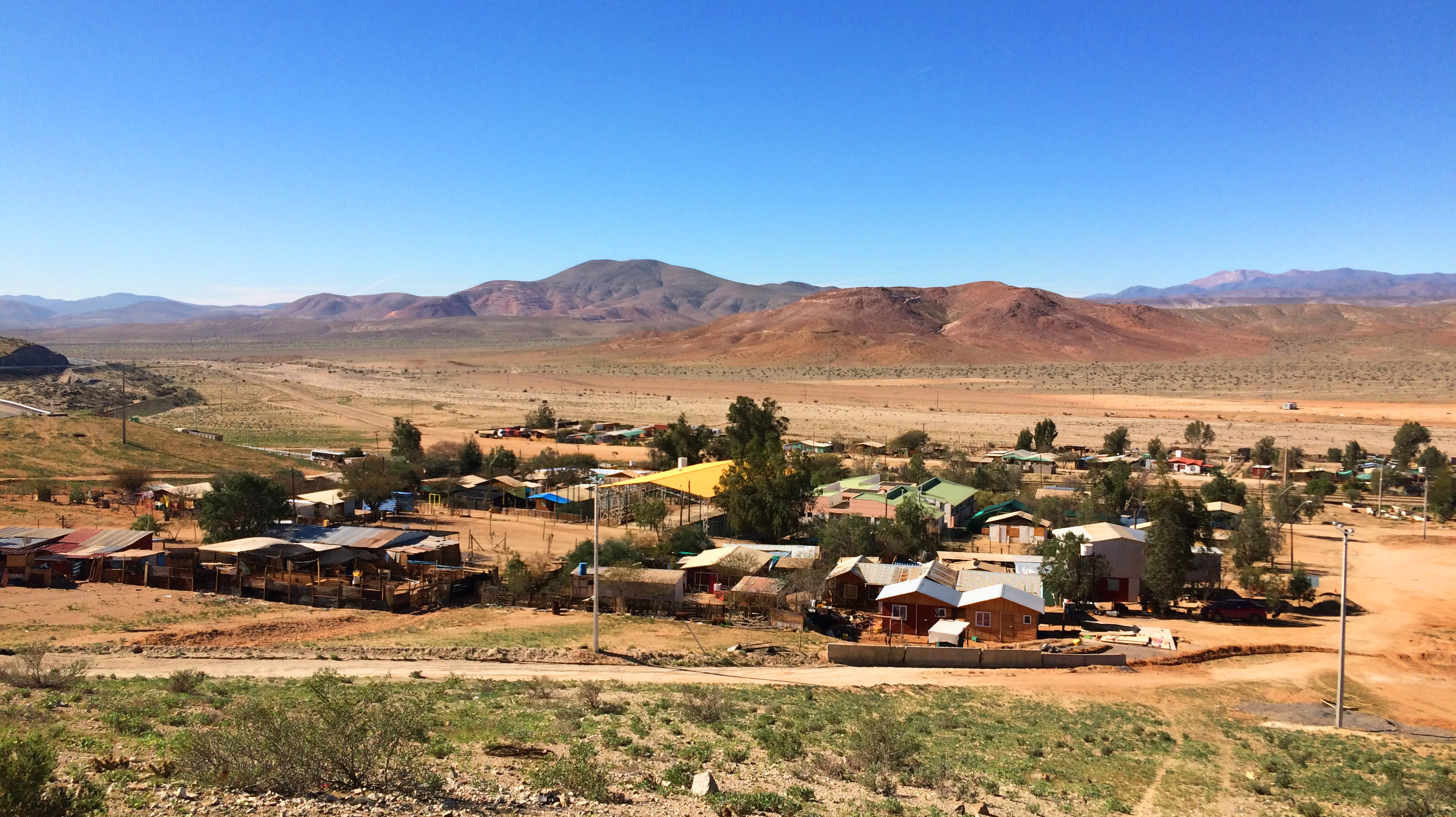
Poblado de Cachiyuyo, en la parte interior del ítem 039.

El sistema de información y monitoreo de biodiversidad del Ministerio del Medio Ambiente de Chile registra la distribución del ítem entre las comunas de la siguiente manera:
| Región   | Provincia | Comuna          | Hectáreas   | Porcentaje |
| Atacama  |           |                 | 393.619,642 | 99,426%    |
|          | Huasco    |                 | 393.619,642 | 99,426%    |
|          |           | Vallenar        | 145.547,721 | 36,764%    |
|          |           | Alto del Carmen | 424,056     | 0,107%     |
|          |           | Freirina        | 241.425,328 | 60,982%    |
|          |           | Huasco          | 6.222,537   | 1,572%     |
| Coquimbo |           |                 | 870,787     | 0,22%      |
|          | Elqui     |                 | 870,787     | 0,22%      |
|          |           | La Higuera      | 870,787     | 0,22%      |

Un informe sobre las cuencas de la Región de Atacama señala la existencia de dos poblados en la zona del ítem 039, Domeyko y, aguas arriba, Cachiyuyo, ambos unos 50 km al sur de Vallenar.: 24 
Las cartas camineras del Ministerio de Obras Públicas de Chile muestran varios poblados en la zona además de los mencionados anteriormente: Carrizalillo, Incaguasi (Chile), El Higirio, Chañar Blanco, Sarco, Pinguela.

## Subdivisiones
La Dirección General de Aguas subdivide o reúne las cuencas de Chile acorde a las necesidades de estudio y gestión. Existen dos inventarios que han logrado ser aceptados como principales, el del inventario de cuencas del Banco Nacional de Aguas (BNA) de 1978, de mayor uso, y el inventario de cuencas del Departamento de Administración de Recursos Hídricos (DARH) de 2014 de mejor cartografía que ha obligado a redefinir algunos límites, a veces con cambios mayores, pero también por algunas redefiniciones del concepto de subcuenca.
Bajo el BNA el código del ítem es 039 y con el DARH es 0308.
La subdivisión del BNA es como sigue:
| Cuenca                                                               | Subcuenca | Subsubcuenca | Aguas                                                          | Área drenaje km² | Observaciones |
| -------------------------------------------------------------------- | --------- | ------------ | -------------------------------------------------------------- | ---------------- | ------------- |
| 039 Cuencas costeras e islas entre río Huasco y Cuarta Región (mapa) |           |              |                                                                |                  |               |
| 039                                                                  | 0390      | 03900        | Quebradas entre Río Huasco y Quebrada San Juan                 | 346              |               |
| 039                                                                  | 0391      | 03910        | Quebrada San Juan                                              | 172              |               |
| 039                                                                  | 0392      | 03920        | Quebrada Honda                                                 | 380              |               |
| 039                                                                  | 0393      | 03930        | Quebrada Los Pozos                                             | 201              |               |
| 039                                                                  | 0394      | 03940        | Quebrada Chañaral en Junta Quebrada La Hoyada                  | 1265             |               |
| 039                                                                  | 0394      | 03941        | Quebrada Chañaral Entre Arriba Junta La Hoyada y Desembocadura | 1062             |               |
| 039                                                                  | 0395      | 03950        | Isla Chañaral                                                  | 7                |               |
| 039                                                                  | 0396      | 03960        | Quebrada Carrizalillo                                          | 526              |               |
| total:                                                               | 7         | 8            | Región: III (100%) / Tipo: Exorreica / Desemb.: O. Pacífico    | 3959             |               |

La disposición de cuencas en el inventario DARH es la siguiente:
| Código | Nombre                                                        | Código en mapa                                                | Tipología de cuenca                                           | Vertiente de cuenca                                           | Origen de cuenca                                              | Temperatura media anual (C°)                                  | Temperatura máxima (C°)                                       | Temperatura mínima (C°)                                       | Precipitación anual (mm)                                      | Número de estaciones fluviométricas                           | Número de estaciones pluviométricas                           | Área (km²)                                                    |
| ------ | ------------------------------------------------------------- | ------------------------------------------------------------- | ------------------------------------------------------------- | ------------------------------------------------------------- | ------------------------------------------------------------- | ------------------------------------------------------------- | ------------------------------------------------------------- | ------------------------------------------------------------- | ------------------------------------------------------------- | ------------------------------------------------------------- | ------------------------------------------------------------- | ------------------------------------------------------------- |
| 0308   | Cuencas Costeras e Islas entre Río Huasco y Quebrada Chañaral | Cuencas Costeras e Islas entre Río Huasco y Quebrada Chañaral | Cuencas Costeras e Islas entre Río Huasco y Quebrada Chañaral | Cuencas Costeras e Islas entre Río Huasco y Quebrada Chañaral | Cuencas Costeras e Islas entre Río Huasco y Quebrada Chañaral | Cuencas Costeras e Islas entre Río Huasco y Quebrada Chañaral | Cuencas Costeras e Islas entre Río Huasco y Quebrada Chañaral | Cuencas Costeras e Islas entre Río Huasco y Quebrada Chañaral | Cuencas Costeras e Islas entre Río Huasco y Quebrada Chañaral | Cuencas Costeras e Islas entre Río Huasco y Quebrada Chañaral | Cuencas Costeras e Islas entre Río Huasco y Quebrada Chañaral | Cuencas Costeras e Islas entre Río Huasco y Quebrada Chañaral |
| 030800 | Quebradas entre Río Huasco y Quebrada San Juan                | 0                                                             | Exorreica                                                     | Pacífico                                                      | Pluvial                                                       | 15.3                                                          | 24.8                                                          | 6.9                                                           | 49.8                                                          | 0                                                             | 1                                                             | 357.1                                                         |
| 030801 | Quebrada San Juan                                             | 0                                                             | Exorreica                                                     | Pacífico                                                      | Pluvial                                                       | 13.9                                                          | 23.3                                                          | 5.5                                                           | 54.6                                                          | 0                                                             | 0                                                             | 170.4                                                         |
| 030802 | Quebrada Honda                                                | 0                                                             | Exorreica                                                     | Pacífico                                                      | Pluvial                                                       | 12.8                                                          | 22.4                                                          | 4.2                                                           | 55.5                                                          | 0                                                             | 0                                                             | 390.6                                                         |
| 030803 | Quebrada Los Pozos y costeras aledañas                        | 0                                                             | Exorreica                                                     | Pacífico                                                      | Pluvial                                                       | 16.2                                                          | 24.9                                                          | 8.4                                                           | 56.5                                                          | 0                                                             | 0                                                             | 187.6                                                         |
| 030804 | Quebrada Chañaral                                             | 0                                                             | Exorreica                                                     | Pacífico                                                      | Pluvial                                                       | 12.3                                                          | 22.1                                                          | 3.4                                                           | 55.7                                                          | 2                                                             | 1                                                             | 2334.3                                                        |
| 030805 | Quebrada Carrizalillo                                         | 0                                                             | Exorreica                                                     | Pacífico                                                      | Pluvial                                                       | 14.0                                                          | 23.1                                                          | 5.8                                                           | 62.0                                                          | 0                                                             | 0                                                             | 512.8                                                         |
| 030806 | Isla Chanñral                                                 | 0                                                             | Exorreica                                                     | Pacífico                                                      | Pluvial                                                       | 0.0                                                           | 0.0                                                           | 0.0                                                           | 61.0                                                          | 0                                                             | 0                                                             | 5.1                                                           |

## Hidrología

### Red hidrográfica
Los cuerpos de agua considerados en esta categoría son:

### Humedales
La página web del Ministerio del Medio Ambiente no consigna humedales de tipo alguno en el ítem.

### Glaciares
El inventario público de glaciares de Chile 2022 no consigna glaciares en el ítem 039.

### Desaladoras
El catastro nacional de plantas y proyectos de desalinización de agua de mar en Chile no registra desaladoras en esta zona. Sin embargo, En la caleta Los Burros (28.895838263365334 S, 71.52096664869036 W) funciona una pequeña planta desaladora que suministra 5000 litros por día para Los Burros y para la caleta La Reina. La instalación es energizada con energía solar. Toda la instalación tuvo un costo de $80.000.000 en 2019.

## Clima

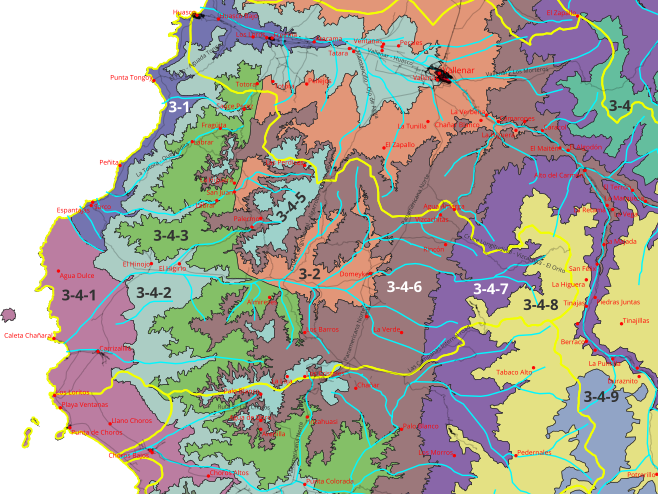
Distritos agroclimáticos en el ítem 039 del inventario BNA de cuencas de Chile según el Atlas agroclimático de Chile. Los límites de las cuencas o ítems son las líneas amarillas.

El Atlas agroclimático de Chile distingue 9 distritos climáticos en la cuenca:
- 3-4-1 Desierto con influencia marina y régimen de humedad Xérico (BWnXe). La temperatura oscila entre un máximo de enero de 23 °C (máx de 25 °C y mín de 20,3 °C dentro del distrito) y un mínimo de julio de 7,6 °C (máx de 8,1 °C y mín de 6,2 °C dentro del distrito). Tiene un promedio de 345 días consecutivos libres de heladas. En el año se registra un promedio de 0 heladas. El periodo de temperaturas favorables a la actividad vegetativa dura 12 meses. Registra anualmente 1.621 días grado y 100 horas de frío acumuladas hasta el 31 de Julio. La precipitación media anual es de 87 mm y un periodo seco de 12 meses, con un déficit hídrico de 1.167 mm/año. El período húmedo dura 0 meses durante los cuales se produce un excedente hídrico de 0 mm.
- 3-4-2 Desierto con influencia marina y régimen de humedad Xérico (BWnXe). La temperatura oscila entre un máximo de enero de 26,3 °C (máx de 28,7 °C y mín de 23,4 °C dentro del distrito) y un mínimo de julio de 7,4 °C (máx de 9,5 °C y mín de 4,5 °C dentro del distrito). Tiene un promedio de 345 días consecutivos libres de heladas. En el año se registra un promedio de 0 heladas. El periodo de temperaturas favorables a la actividad vegetativa dura 12 meses. Registra anualmente 2.065 días grado y 91 horas de frío acumuladas hasta el 31 de Julio. La precipitación media anual es de 66 mm y un periodo seco de 12 meses, con un déficit hídrico de 1.382 mm/año. El período húmedo dura 0 meses durante los cuales se produce un excedente hídrico de 0 mm.
- 3-4-3 Desierto con influencia marina y régimen de humedad Xérico (BWnXe). La temperatura oscila entre un máximo de enero de 28,4 °C (máx de 30,8 °C y mín de 26,1 °C dentro del distrito) y un mínimo de julio de 6,5 °C (máx de 8,8 °C y mín de 4,3 °C dentro del distrito). Tiene un promedio de 339 días consecutivos libres de heladas. En el año se registra un promedio de 1 helada. El periodo de temperaturas favorables a la actividad vegetativa dura 12 meses. Registra anualmente 2.171 días grado y 158 horas de frío acumuladas hasta el 31 de Julio. La precipitación media anual es de 109 mm y un periodo seco de 12 meses, con un déficit hídrico de 1.483 mm/año. El período húmedo dura 0 meses durante los cuales se produce un excedente hídrico de 0 mm.
- 3-4-5 Desierto interior y régimen de humedad xérico (BWXe). La temperatura oscila entre un máximo de enero de 26,3 °C (máx de 27,3 °C y mín de 24,5 °C dentro del distrito) y un mínimo de julio de 6 °C (máx de 7,1 °C y mín de 4,8 °C dentro del distrito). Tiene un promedio de 339 días consecutivos libres de heladas. En el año se registra un promedio de 2 heladas. El periodo de temperaturas favorables a la actividad vegetativa dura 12 meses. Registra anualmente 1.736 días grado y 257 horas de frío acumuladas hasta el 31 de Julio. La precipitación media anual es de 64 mm y un periodo seco de 12 meses, con un déficit hídrico de 1.467 mm/año. El período húmedo dura 0 meses durante los cuales se produce un excedente hídrico de 0 mm.
- 3-4-6 Desierto interior y régimen de humedad xérico (BWXe). La temperatura oscila entre un máximo de enero de 29,4 °C (máx de 32 °C y mín de 26 °C dentro del distrito) y un mínimo de julio de 5,4 °C (máx de 7,7 °C y mín de 3,8 °C dentro del distrito). Tiene un promedio de 282 días consecutivos libres de heladas. En el año se registra un promedio de 4 heladas. El periodo de temperaturas favorables a la actividad vegetativa dura 12 meses. Registra anualmente 2.233 días grado y 245 horas de frío acumuladas hasta el 31 de Julio. La precipitación media anual es de 41 mm y un periodo seco de 12 meses, con un déficit hídrico de 1.787 mm/año. El período húmedo dura 0 meses durante los cuales se produce un excedente hídrico de 0 mm.
- 3-4-7 Desierto interior y régimen de humedad xérico (BWXe). La temperatura oscila entre un máximo de enero de 27,6 °C (máx de 31,9 °C y mín de 24 °C dentro del distrito) y un mínimo de julio de 3,6 °C (máx de 6,1 °C y mín de 1,1 °C dentro del distrito). Tiene un promedio de 204 días consecutivos libres de heladas. En el año se registra un promedio de 20 heladas. El periodo de temperaturas favorables a la actividad vegetativa dura 12 meses. Registra anualmente 1.790 días grado y 598 horas de frío acumuladas hasta el 31 de Julio. La precipitación media anual es de 41 mm y un periodo seco de 12 meses, con un déficit hídrico de 1.979 mm/año. El período húmedo dura 0 meses durante los cuales se produce un excedente hídrico de 0 mm.
- 3-4-8 Estepa de altura fría con régimen de humedad xérico (BSkXe). La temperatura oscila entre un máximo de enero de 13,2 °C (máx de 21,1 °C y mín de 7,5 °C dentro del distrito) y un mínimo de julio de -4 °C (máx de 2,2 °C y mín de -9,5 °C dentro del distrito). Tiene un promedio de 0 días consecutivos libres de heladas. En el año se registra un promedio de 272 heladas. El periodo de temperaturas favorables a la actividad vegetativa dura 0 meses. Registra anualmente 145 días grado y 2.001 horas de frío acumuladas hasta el 31 de Julio. La precipitación media anual es de 99 mm y un periodo seco de 12 meses, con un déficit hídrico de 1.603 mm/año. El período húmedo dura 0 meses durante los cuales se produce un excedente hídrico de 0 mm.
- 3-1 Desierto con influencia marina y régimen de humedad xérico (BWnXe). La temperatura oscila entre un máximo de enero de 23,6 °C (máx de 26 °C y mín de 21,7 °C dentro del distrito) y un mínimo de julio de 8,3 °C (máx de 8,9 °C y mín de 6,2 °C dentro del distrito). En todo el año no tiene heladas. El periodo de temperaturas favorables a la actividad vegetativa dura 12 meses. Registra anualmente 1.887 días grado y 47 horas de frío acumuladas hasta el 31 de Julio. La precipitación media anual es de 28 mm y un periodo seco de 12 meses, con un déficit hídrico de 1.374 mm/año. El período húmedo dura 0 meses durante los cuales se produce un excedente hídrico de 0 mm.
- 3-2 Desierto con influencia marina y régimen de humedad Xérico (BWnXe). La temperatura oscila entre un máximo de enero de 28,5 °C (máx de 30,7 °C y mín de 26,7 °C dentro del distrito) y un mínimo de julio de 6,3 °C (máx de 8,8 °C y mín de 6 °C dentro del distrito). Tiene un promedio de 339 días consecutivos libres de heladas. En el año se registra un promedio de 2 heladas. El periodo de temperaturas favorables a la actividad vegetativa dura 12 meses. Registra anualmente 2.195 días grado y 168 horas de frío acumuladas hasta el 31 de Julio. La precipitación media anual es de 37 mm y un periodo seco de 12 meses, con un déficit hídrico de 1.650 mm/año. El período húmedo dura 0 meses durante los cuales se produce un excedente hídrico de 0 mm.

Diagrama Walter Lieth para la ciudad de Huasco. La ciudad está fuera del ítem 039, en el margen norte.

Los diagramas Walter Lieth muestran con un área azul los periodos en que las precipitaciones sobrepasan la cantidad de agua que el calor del sol evapora en el mismo lapso de tiempo, (un promedio de 10 °C mensuales evaporan 20 mm de agua caída) dejando un clima húmedo. Por el contrario, las zonas amarillas indican que durante ese tiempo el agua caída puede ser evaporada por el calor del sol. El área gris señala meses muy húmedos. En el ítem no hay meses húmedos.

## Actividades económicas
- Parque eólico San Juan

## Áreas bajo protección oficial y conservación de la biodiversidad
La página web del Ministerio del Medio Ambiente de Chile señala un único espacio protegido, por cierto la área marina costera protegida Archipiélago de Humbold.